# Heterospathe sphaerocarpa
Heterospathe sphaerocarpa är en enhjärtbladig växtart som beskrevs av Karl Ewald Maximilian Burret. Heterospathe sphaerocarpa ingår i släktet Heterospathe och familjen Arecaceae. Inga underarter finns listade i Catalogue of Life.